# Angels of Distress
Albums de Shape of Despair
Shades Of...
(2000) Illusion's Play
(2004)
Angels of Distress est le deuxième album studio du groupe de Funeral doom metal finlandais Shape of Despair. L'album est sorti en 2001 sous le label Spinefarm Records.
On peut remarquer un détail sur cet album: il n'y a pas de livret à l'intérieur de sa pochette. Les paroles des chansons de l'album se trouvent sur le site officiel du groupe.

## Musiciens
- Pasi Koskinen - Chant guttural, chant clair
- Natalie Koskinen - Chant féminin
- Jarno Salomaa - Guitare, Claviers
- Tomi Ullgren - Basse, Guitare
- Samu Ruotsalainen - Batterie
- Toni Reahalme - Violon

## Liste des morceaux
1. Fallen – 6:09
2. Angels of Distress – 9:43
3. Quiet These Paintings Are – 14:40
4. ...To Live for My Death... – 17:22
5. Night's Dew – 7:00